# Medicago minima
El cadillo (Medicago minima) es una especie de la familia de las fabáceas.

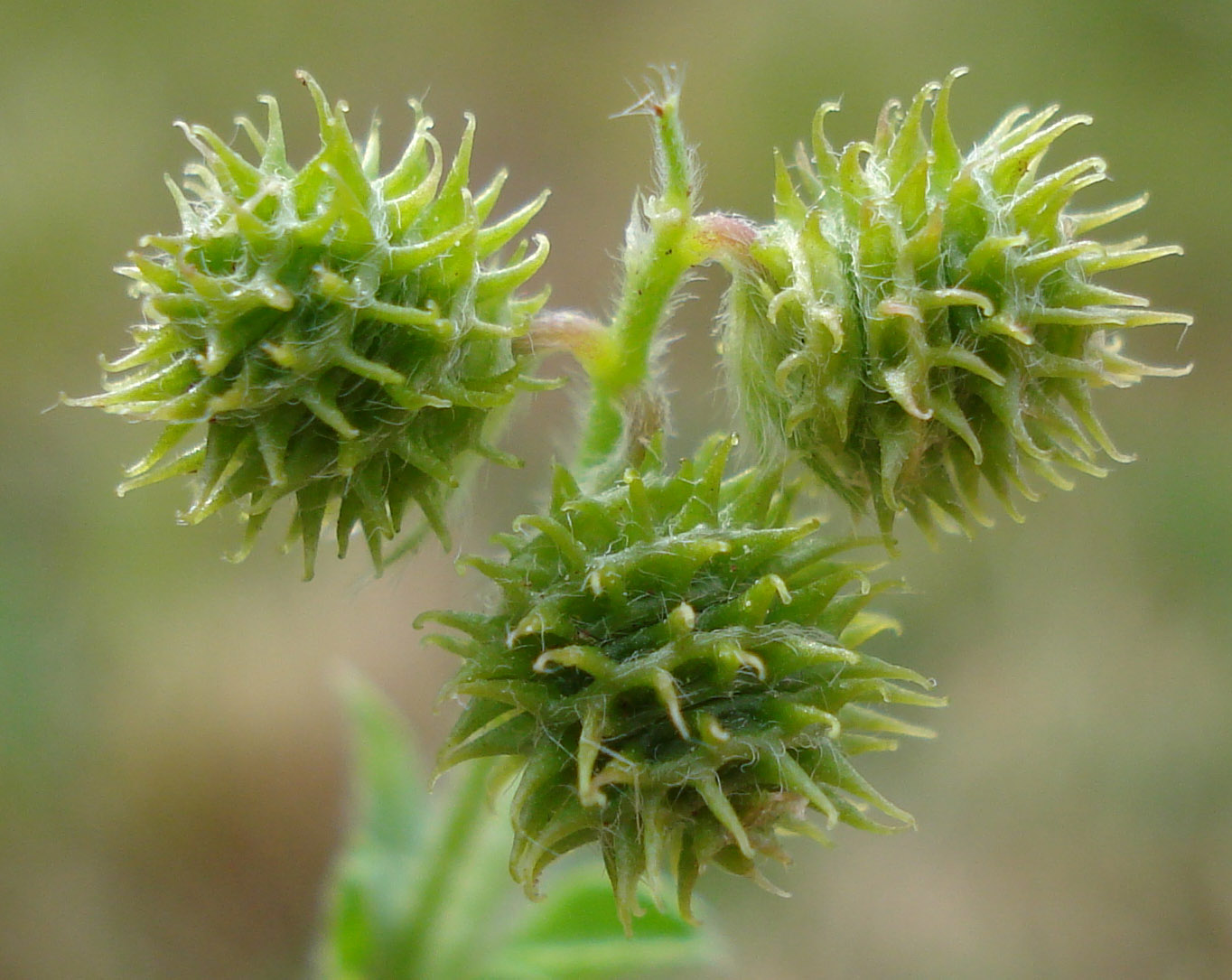
Frutos.

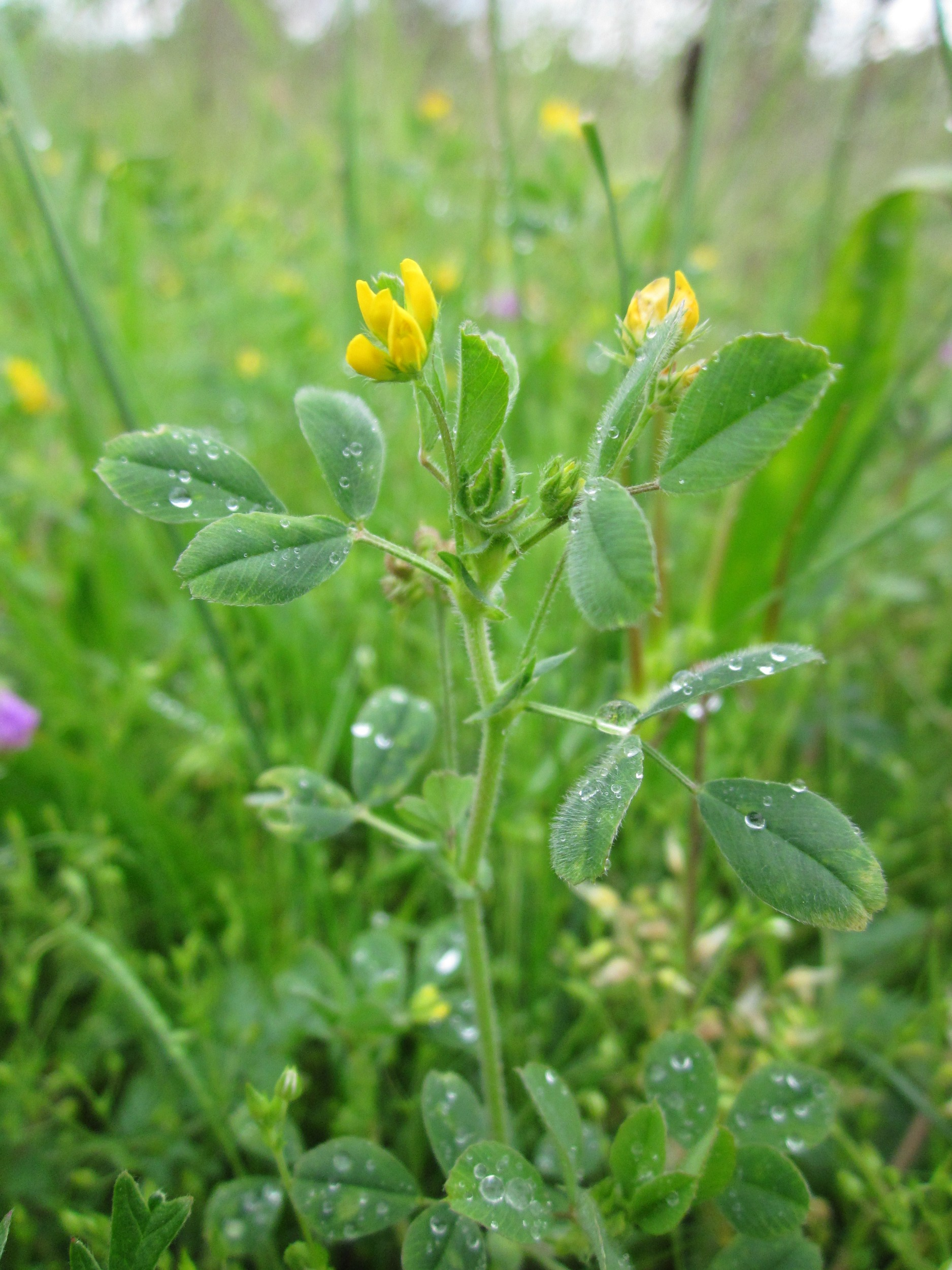
Vista de la planta

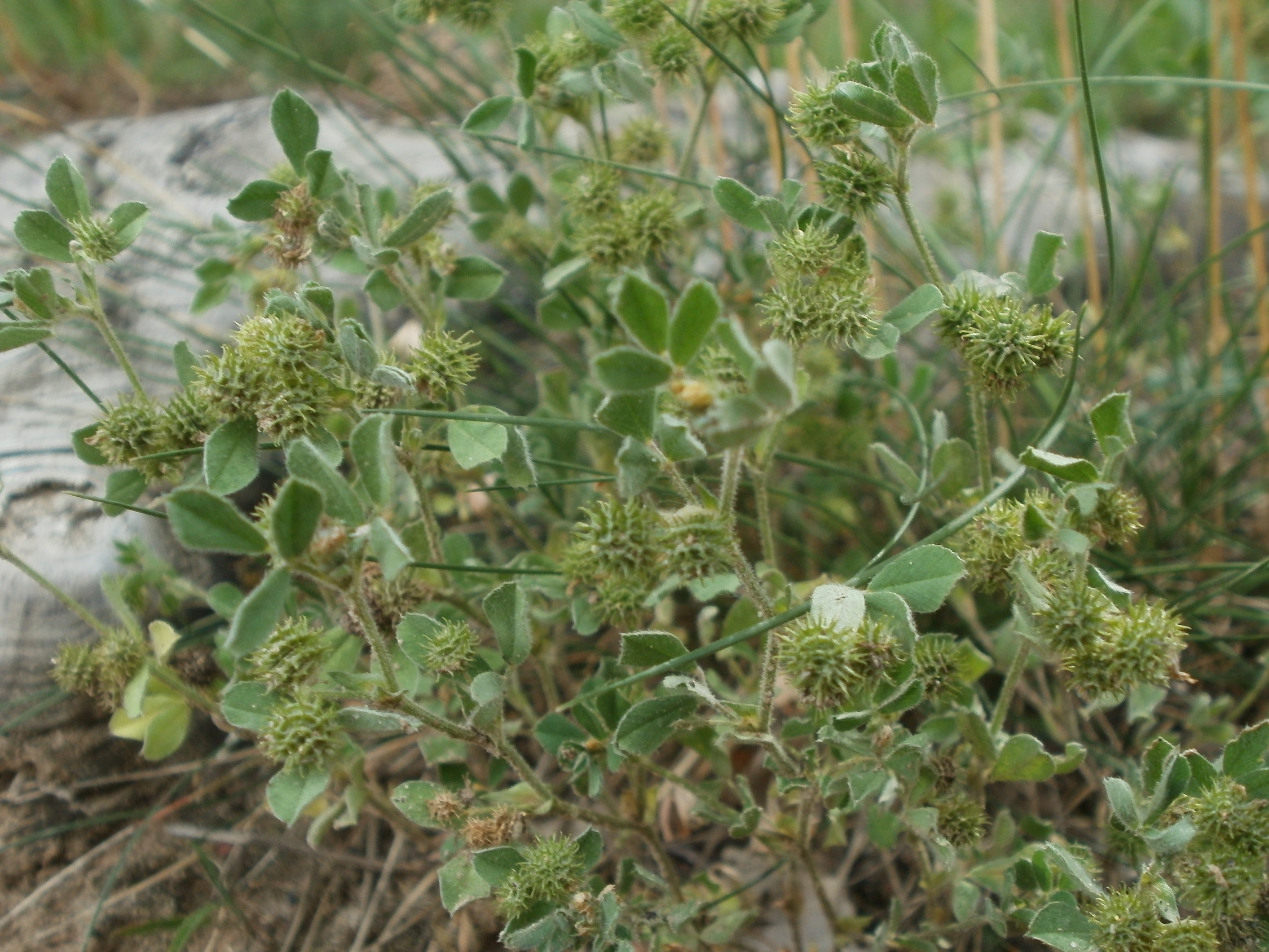
En su hábitat

## Descripción
Planta anual de pelo lanoso y de hasta 4 dm, con folíolos obovados o obcordados, dentados cerca del ápice. Flores amarillas, de 4-4,5 mm en inflorescencias axilares de 1-6. Vaina más o menos globular, en una espiral laxa de 3-5 vueltas, espaciadamente pelosa, algo glandular, generalmente espinosa. Florece en primavera.

## Hábitat
Habita en brezales arenosos, campos y pastizales terofíticos.

## Distribución
En gran parte de Europa excepto en Irlanda, Islandia, Noruega y Finlandia.

## Taxonomía
Medicago minima fue descrita por (L.) Bartal. y publicado en Catalogo dei Piante de Siena 61. 1776.
Citología
Número de cromosomas de Medicago minima (Fam. Leguminosae) y táxones infraespecíficos:  2n=16
Etimología
Medicago: nombre genérico que deriva del término latíno medica, a su vez del griego antiguo: μηδική (πόα) medes que significa "hierba".
minima: epíteto latíno que significa "mínima, la más pequeña".
Sinonimia
- Medicago hirsuta (L.) All.
- Medicago minima (L.) Bartal.
- Medicago hirsuta subsp. brevispina (Benth.) Ponert
- Medicago hirsuta subsp. ononidea Ruoy
- Medicago mollissima Roth
- Medicago ononidea (Ruoy) A.W.Hill
- Medicago polymorpha var. minima L.
- Medicago pulchella Lowe
- Medicago recta (Desf.) Willd.
- Medicago meyeri Gruner
- Medicago minima subsp. recta (Desf.) Malag.
- Medicago minima var. exilis Lange
- Medicago minima var. longiseta DC.
- Medicago minima var. mollissima (Roth) W.D.J.Koch
- Medicago minima var. pubescens Webb in Webb & Berthel.
- Medicago minima var. recta (Desf.) Burnat
- Medicago minima var. vulgaris Urb.
- Medicago polymorpha var. recta Desf.[5]

## Nombre común
- Castellano: cadillos, carretilla menor (3), carretillas, carretones (2), carretón (3), carretón chico (2), estrebo, mielga (2), trébol.(el número entre paréntesis indica las especies que tienen el mismo nombre en España)[6]